# Svensk mil
Svensk og norsk mil er en længdeenhed på 10 000 meter. Før metersystemet blev indført i Sverige og Norge (1889), var den 10.688,54 meter i Sverige og 11.295 meter i Norge. 10.000 meter blev da i begyndelsen kaldet "nymil". Mil er stadigvæk en 'levende' enhed både i Sverige og Norge, men i officielle sammenhænge bruger man som regel kilometer (og de øvrige meterenheder).
Andre navne for distancen 10.000 meter er myriameter (hvor myria- er et gammelt præfiks for 10.000) og metrisk mil. Den sidste betegnelse er dog tvetydig, idet den også (især på engelsk) bruges om 1.500 meter.
Ordet "mil" har sin oprindelse i det latinske mille passus (= tusinde dobbeltskridt), der svarede til cirka 1,5 kilometer,  når den romerske hær marcherede, og er nogenlunde bevaret i en engelsk mile.